# Campodorus autumnalis
Campodorus autumnalis är en stekelart som först beskrevs av Woldstedt 1874.  Campodorus autumnalis ingår i släktet Campodorus och familjen brokparasitsteklar. Inga underarter finns listade.